# ویترای

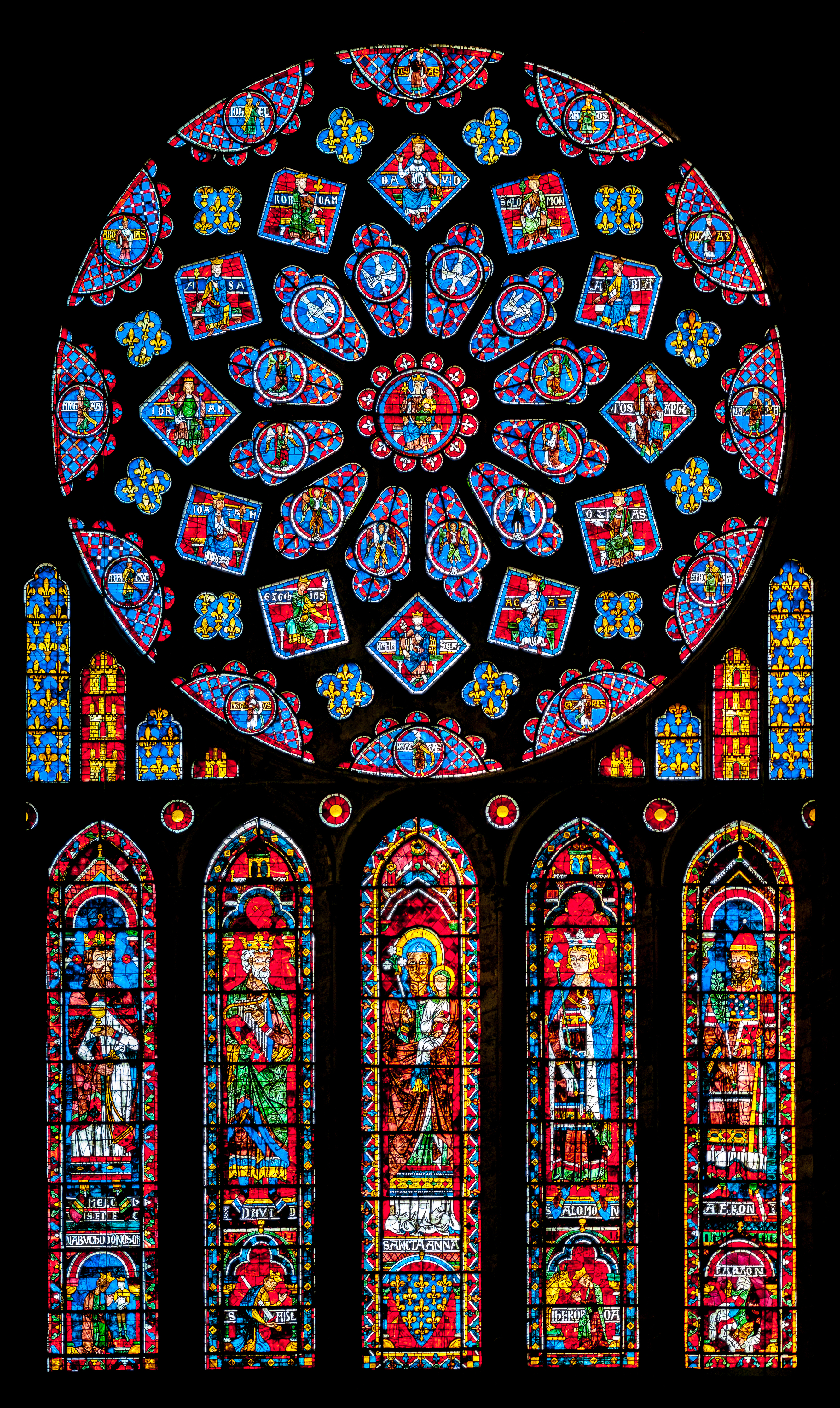
پنجره رز شمالی کلیسای جامع شارتر (شارتر، فرانسه)، اهدایی توسط بلانش کاستیل. این نشان دهنده مریم باکره است که توسط پادشاهان و پیامبران کتاب مقدس احاطه شده است. در زیر سنت آنا، مادر باکره، با چهار رهبر عادل است. پنجره شامل بازوهای فرانسه و کاستیل است.

ویترای (به فرانسوی: Vitrail)، شیشه‌رنگی (به انگلیسی: Stained Glass) یا شیشهٔ نقشینه می‌تواند به قطعه‌های شیشهٔ رنگین یا به هنر و صنعت استفاده از این قطعه‌ها اشاره کند. قدمت این هنر به حدود هزار سال می‌رسد.

## نحوهٔ ساخت
نحوهٔ ساخت شیشهٔ رنگی در مرحله اول شامل طراحی اولیه روی کاغذ، تعیین رنگ هر قسمت طرح و شماره‌گذاری و سپس تعیین جهت آن متناسب با بافت شیشه خام است. در مرحلهٔ بعد با رعایت فاصلهٔ بین شیشه‌ها، که لحیم قلعی آن را پر می‌کند، طرح را روی ورق شیشه رنگی چسبانده و با قلم الماسه آن را می‌برند. سپس با طرح اولیه که الگوی ساخت طرح است مطابقت داده شده و با چرخ سنباده لبه‌های تکه شیشه بریده شده را صاف و اندازه می‌کنند. در مرحله بعد دوره یا لبه‌های هر تکه را با نوار مسی چسبدار قاب‌گیری می‌کنند. هدف از این کار آماده کردن آنها برای چسباندن با لحیم قلع و سرب است. در این مرحله تکه‌های شیشه قاب‌گیری شده را روی الگوی اولیه کنار هم می‌چینند و کنترل نهایی می‌کنند. سپس با قلمو مایع تنکار را روی لبه‌های مس پوش شیشه‌ها زده و با نوار لحیم و هویه داغ شیشه‌ها را به هم متصل می‌کنند. محصول نهایی در قاب یا پنجره قرار گرفته و در مقابل نور طرح زیبای خود را نشان می‌دهد. نمونه‌های شیشه‌های قدیمی ایرانی و سیر تحول این صنعت در ایران در موزه آبگینه تهران در معرض تماشا قرار دارد.

## انواع شیشه رنگی
شیشه‌های رنگی انواع مختلفی دارند و بسته به کاربردهای مختلف، انواع متفاوتی از شیشه‌های رنگی وجود دارند. در زیر به برخی از انواع شیشه‌های رنگی اشاره می‌کنم:

### شیشه‌های آفتابی (Solar Glass)
این نوع شیشه‌ها معمولاً در تولید پنل‌های خورشیدی به کار می‌روند. آنها نور خورشید را جذب کرده و به پنل‌های خورشیدی منتقل می‌کنند. این شیشه‌ها معمولاً ضدانعکاس بوده و از انعکاس زیاد نور خورشید جلوگیری می‌کنند.

### شیشه‌های ترکیبی (Tinted Glass)
این نوع شیشه‌ها از یک لایه رنگی نازک برخوردارند که نور خورشید را فیلتر می‌کند و به داخل اتاق کمتر نفوذ می‌دهد. از آنها در وسایل نقلیه، ساختمان‌ها و پنجره‌ها استفاده می‌شود.

### شیشه‌های پنوماتیک (Electrochromic Glass)
این نوع شیشه‌ها می‌توانند رنگ خود را تغییر دهند. آنها معمولاً با کمک برق و الکترودها تنظیم می‌شوند و می‌توانند در کنترل نور و حرارت محیط مفید باشند.

### شیشه‌های تیغه‌ای (Frosted Glass)
این نوع شیشه‌ها معمولاً دارای سطح مات و مات هستند و نور را پخش می‌کنند. برای حفظ حریم خصوصی یا به منظور استفاده در پنل‌ها و درها به کار می‌روند.

### شیشه‌های دکوراتیو (Decorative Glass)
این نوع شیشه‌ها برای مصارف دکوراتیو و زیبایی در ساختمان‌ها و اثاثیه منزل به کار می‌روند. آنها ممکن است الگوها و طرح‌های مختلفی داشته باشند.

### شیشه‌های ضد نور ماهیگیری (Privacy Glass)
این شیشه از یک لایه خصوصی ترکیبی تشکیل شده‌اند که از بین بردن دید از بیرون به داخل یا از داخل به بیرون کمک می‌کند. از آنها برای حفظ حریم خصوصی در ساختمان‌ها یا وسایل نقلیه استفاده می‌شود.

### شیشه‌های کارواش (Wash-and-Wipe Glass)
این نوع شیشه‌ها اغلب در وسایل نقلیه استفاده می‌شوند و دارای ویژگی‌های ضدباراندازی و آب‌ریزی هستند.
همچنین باید توجه داشت که هر نوع شیشه رنگی ممکن است برای مصارف خاص خود قابلیت‌ها و ویژگی‌های خود را داشته باشد و انتخاب مناسب بستگی به نیاز و مورد استفاده دارد.

## شیشه رنگی آفتابی
شیشه‌های رنگی آفتابی (Solar Glass) به عنوان یک نوع خاص از شیشه‌ها طراحی شده‌اند تا در مصارف خورشیدی و ساخت سیستم‌های تولید انرژی خورشیدی مورد استفاده قرار گیرند. این نوع شیشه‌ها دارای ویژگی‌های منحصر به فردی هستند که آنها را برای این کاربردها مناسب می‌کند. ویژگی‌های شیشه‌های رنگی آفتابی عبارتند از:
- جذب نور خورشید: شیشه‌های رنگی آفتابی معمولاً دارای لایه‌های ویژه‌ای هستند که نور خورشید را جذب کرده و به انرژی حرارتی یا برق تبدیل می‌کنند. این ویژگی از آنها را برای تولید انرژی خورشیدی مناسب می‌کند.
- کاهش انعکاس نور: شیشه‌های رنگی آفتابی از انعکاس نور خورشید جلوگیری می‌کنند و نور خورشید را به‌طور مؤثر به داخل سیستم تبدیل می‌کنند. این ویژگی به بهبود کارایی سیستم‌های تولید انرژی خورشیدی کمک می‌کند.
- تنظیم نور و حرارت: برخی از شیشه‌های رنگی آفتابی دارای تنظیم‌کننده‌های الکتروکرومیک هستند که می‌توانند رنگ شیشه را تغییر دهند تا مقدار نور و حرارت وارده به داخل محیط را تنظیم کنند.
- ضد UV: این شیشه‌ها معمولاً نور مضر UV خورشید را فیلتر می‌کنند و از تأثیرات آن بر سلامتی انسان‌ها و اشیاء داخل ساختمان‌ها جلوگیری می‌کنند.
- مصارف مختلف: علاوه بر تولید انرژی خورشیدی، شیشه‌های رنگی آفتابی نیز در ساخت ورق‌ها و پنل‌ها به کار می‌روند.

در کل، شیشه‌های رنگی آفتابی به عنوان یک عنصر مهم در صنعت انرژی خورشیدی و ایجاد سیستم‌های خورشیدی بهره‌برداری می‌شوند و دارای ویژگی‌ها و عملکردی است که به بهره‌وری این سیستم‌ها کمک می‌کنند.

## شیشه رنگی ترکیبی
شیشه‌های رنگی ترکیبی، شیشه‌هایی هستند که به عنوان یک ترکیب از شیشه‌های عادی و لایه‌های رنگی تولید می‌شوند. این نوع شیشه‌ها دارای ویژگی‌هایی هستند که ترکیبی از شفافیت و قابلیت‌های بصری رنگی هستند. ویژگی‌ها و کاربردهای شیشه‌های رنگی ترکیبی به شرح زیر می‌باشند:

### تنوع در رنگ و طرح‌ها
شیشه‌های رنگی ترکیبی به دلیل وجود لایه‌های رنگی متنوع، به تنوع رنگ‌ها و طرح‌ها معتبرند. این ویژگی‌ها آنها را برای مصارف دکوراتیو در صنعت ساختمان، طراحی داخلی و خارجی، و همچنین برای ساخت و تزئین ورق‌ها و محصولات شیشه‌ای مورد استفاده قرار می‌دهند.

### کنترل نور و اشعه UV
شیشه‌های رنگی ترکیبی می‌توانند نور خورشید و اشعه UV را کاهش دهند. این ویژگی‌ها می‌توانند در کنترل دما و نور در داخل محیط‌های ساختمانی مؤثر باشند.

### حفاظت از حریق
برخی از انواع شیشه‌های رنگی ترکیبی به عنوان شیشه‌های مقاوم در برابر حریق شناخته می‌شوند. آنها می‌توانند حرارت و آتش را به خوبی کنترل کنند.

### استفاده در هنر و طراحی
هنرمندان و طراحان نیز از شیشه‌های رنگی ترکیبی برای ایجاد آثار هنری و تزئینی استفاده می‌کنند. این شیشه‌ها به آثار هنری زنده و جذابیت اضافه می‌کنند.
شیشه‌های رنگی ترکیبی به دلیل تنوع رنگی، امکانات کنترل نور و حرارت، و مصارف چندگانه در صنعت ساختمان، هنر، و طراحی، برای انواع پروژه‌ها و کاربردهای مختلف مورد استفاده قرار می‌گیرند.

## شیشه رنگی پنوماتیک
شیشه‌های رنگی پنوماتیک یک نوع شیشه رنگی هستند که توسط افراز و کاهش فشار هوا در لایه‌های متنوع تنظیم می‌شوند. این نوع شیشه رنگی معمولاً در محیط‌های مختلف مورد استفاده قرار می‌گیرند، به ویژه در صنایع ساختمانی و ساخت و ساز. ویژگی‌ها و کاربردهای شیشه‌های رنگی پنوماتیک به شرح زیر است:
1. کنترل نور و حفاظت از حرارت: شیشه‌های رنگی پنوماتیک توسط تنظیم فشار هوا در لایه‌های متنوع، قابلیت تغییر در تراکم و تاریکی نور را فراهم می‌کنند. این ویژگی‌ها به کنترل دما و نور در داخل محیط‌های ساختمانی کمک می‌کنند.
2. کاربردهای دکوراتیو: شیشه‌های رنگی پنوماتیک می‌توانند برای تزئین دکوراتیو داخلی و خارجی در ساختمان‌ها به کار روند. طراحان و معماران از این نوع شیشه‌ها برای ایجاد اثرات بصری جذاب و تغییر رنگ محیط استفاده می‌کنند.
3. کاربردهای خلاقانه در هنر و طراحی: هنرمندان نیز از شیشه‌های لمینت برای ایجاد آثار هنری خلاق و منحصر به فرد استفاده می‌کنند. این شیشه‌ها به آثار هنری زنده و تعاملی جلب توجه می‌کنند.
4. مصارف دکوراتیو خارجی: شیشه‌های رنگی پنوماتیک معمولاً برای پنجره‌ها و ویترین‌های مغازه‌ها نیز استفاده می‌شوند. آنها به خارج از ساختمان‌ها جلب توجه می‌کنند و از مصرف انرژی برای کنترل نور و حرارت در داخل فضاها محافظت می‌کنند.

به عنوان یک تکنولوژی نوآورانه، شیشه‌های رنگی پنوماتیک دارای امکانات متنوعی برای تغییر و کنترل نور و رنگ در محیط‌های مختلف می‌باشند و به عنوان یک ابزار خلاق در صنعت ساختمان، هنر و طراحی مورد استفاده قرار می‌گیرند.
شیشه رنگی تیغه‌ای
شیشه‌های تیغه‌ای، یا همان «شیشه‌های برشی»، شیشه‌هایی هستند که از آن‌ها برش‌های تیغه‌ای یا فشرده شده‌ای انجام شده است، به طوری که شکل‌ها، طرح‌ها، و تصاویر مختلف در آن‌ها ایجاد شده است. این نوع شیشه‌ها اغلب برای اهداف دکوراتیو و طراحی داخلی و خارجی مورد استفاده قرار می‌گیرند و ویژگی‌های آن‌ها به شرح زیر است:
1. طراحی‌های منحصر به فرد: شیشه‌های تیغه‌ای معمولاً دارای طرح‌ها و شکل‌های منحصر به فرد هستند که از طریق برش‌های دقیق توسط تیغه‌های خاص ایجاد می‌شوند. این طرح‌ها می‌توانند شامل گل‌ها، نقوش ژئومتریک، شکل‌های گیاهی، و حتی تصاویر مذهبی یا هنری باشند.
2. تغییرات در نور و حرارت: شیشه‌های تیغه‌ای از امکانات کنترل نور و حرارت نیز برخوردار هستند. طرح‌ها و برش‌ها در شیشه‌ها می‌توانند نور را به شکل‌ها و الگوهای مختلف شکل دهند و از تغییرات حرارتی در داخل محیط‌ها محافظت کنند.
3. کاربردهای دکوراتیو: شیشه‌های تیغه‌ای عمدتاً برای تزئین دکوراتیو در پنجره‌ها، درب‌ها، تابلوها، پنل‌ها، و حتی میزها و مبلمان‌ها مورد استفاده قرار می‌گیرند. آنها به دکور و زیبایی فضاها جلب توجه می‌کنند.
4. حفاظت از حریق: برخی شیشه‌های تیغه‌ای دارای ویژگی‌های مقاومت در برابر حرارت بالا هستند و در مناطقی که ممکن است با خطر حریق مواجه شوند، برای حفاظت از امنیت انسانی مورد استفاده قرار می‌گیرند.
5. مصارف هنری: هنرمندان نیز از شیشه‌های تیغه‌ای برای ایجاد آثار هنری متنوع استفاده می‌کنند. این شیشه‌ها به آثار هنری خلاق و ویژه ایجاد تأثیر می‌گذارند.

شیشه‌های تیغه‌ای با تنوع طرح‌ها و کاربردهای مختلف، گزینه‌های مناسبی برای افراز دکوراتیو و طراحی فضاهای مختلف هستند.

## شیشه رنگی دکوراتیو
شیشه‌های رنگی دکوراتیو انواع و طرح‌های مختلفی دارند که برای افزایش زیبایی و جلب توجه در دکوراسیون داخلی و خارجی مورد استفاده قرار می‌گیرند. این نوع شیشه‌ها ویژگی‌های منحصر به فردی دارند که آنها را برای مصارف دکوراتیو مورد علاقه قرار می‌دهد:
۱. رنگ‌های متنوع: شیشه‌های دکوراتیو رنگی در انواع و طیف‌های گسترده‌ای از رنگ‌ها در دسترس هستند. این رنگ‌ها می‌توانند شامل رنگ‌های روشن و شفاف تا رنگ‌های تیره و نیمه شفاف باشند.
۲. طرح‌ها و الگوها: شیشه‌های دکوراتیو معمولاً دارای طرح‌ها و الگوهای مختلفی هستند که در آن‌ها از خطوط هنری، نقش‌ها، شکل‌های ژئومتریک، گل‌ها، حیوانات، یا حتی تصاویر مذهبی و هنری استفاده می‌شود.
۳. شفافیت متغیر: برخی از شیشه‌های دکوراتیو دارای شفافیت متغیر هستند. این به معنای این است که شدت نور عبوری از آن‌ها تغییر می‌کند و می‌توان در اثر تغییرات نوری و زاویه‌های مختلف تأثیرات بصری جالبی ایجاد کرد.
4. استفاده در درب‌ها و پنجره‌ها: از شیشه‌های دکوراتیو برای دکوراسیون درب‌ها، پنجره‌ها، پنل‌ها، و حتی ایجاد انواع مشعل‌های دکوراتیو استفاده می‌شود. این مصارف بصری و زیبایی به فضاها جلب توجه می‌کنند.۵. حفاظت از حریق: برخی از شیشه‌های دکوراتیو دارای ویژگی‌های مقاومت در برابر حرارت بالا هستند و در مکان‌هایی که ممکن است با خطر حریق مواجه شوند، برای حفاظت از امنیت انسانی مورد استفاده قرار می‌گیرند.
۶. مصارف هنری: هنرمندان نیز از شیشه‌های دکوراتیو برای ایجاد آثار هنری خلاق و ویژه استفاده می‌کنند. این شیشه‌ها به آثار هنری ارزشمندی شکل می‌دهند.
شیشه‌های دکوراتیو ابزاری بسیار مهم در دنیای دکوراسیون داخلی و خارجی هستند و برای افزایش جذابیت و زیبایی محیط‌ها مورد استفاده قرار می‌گیرند.

## شیشه‌رنگی ضد نور ماهیگیری (Privacy Glass)
شیشه‌های رنگی ضد نور ماهیگیری، نوعی شیشه هستند که توانایی کنترل شفافیت و نور عبوری از آن‌ها را فراهم می‌کنند. این نوع شیشه‌ها به عنوان شیشه‌های حریم خصوصی نیز شناخته می‌شوند زیرا امکان مخفی کردن داخل یا جلب توجه از خارج را فراهم می‌کنند. ویژگی‌ها و کاربردهای این نوع شیشه‌ها به شرح زیر است:
1. کنترل خصوصیت: از ویژگی مهم این شیشه‌ها این است که شفافیت آن‌ها قابل تنظیم است. با استفاده از فناوری‌های پیشرفته، این شیشه‌ها می‌توانند به نوعی «تاریک» شوند تا از دید بیرونی به داخل معرفی نکنند و برعکس. این ویژگی مخصوصاً در نقاطی که حریم خصوصی مهم است، مثل اتاق‌های نهفته یا سرویس‌های بهداشتی عمومی مورد استفاده قرار می‌گیرد.
2. استفاده در مکان‌های عمومی: این نوع شیشه‌ها معمولاً در مکان‌های عمومی مانند هتل‌ها، رستوران‌ها، بانک‌ها، و مکان‌های تجاری دیگر برای حفظ حریم خصوصی مشتریان مورد استفاده قرار می‌گیرند. این امکان را می‌دهند که از داخل به دید بیرون کمک کرده و همچنین از دید بیرون به داخل ممانعت کنند.
3. کاربرد در خودروها: شیشه‌های رنگی ضد نور ماهیگیری در برخی خودروها نیز استفاده می‌شوند. این شیشه مدرن به راننده امکان می‌دهند تا به دلخواه شفافیت شیشه‌ها را تغییر دهند و از دید بیرون به داخل خودرو جلب توجه نشوند.
4. کاهش تابش حرارتی: برخی از این شیشه‌ها دارای ویژگی‌های کاهش تابش حرارتی هستند. این به معنای کاهش انتقال حرارت از نور خورشید به داخل مکان است و می‌تواند مصرف انرژی برای سیستم‌های تهویه مطبوع را کاهش دهد.

شیشه‌های رنگی ضد نور ماهیگیری به عنوان یک راهکار مؤثر برای کنترل خصوصیت و تابش نور در مکان‌های مختلف مورد استفاده قرار می‌گیرند و از ویژگی‌های مهم در دنیای معماری و طراحی داخلی و خارجی هستند.

## شیشه رنگی کارواش (Wash-and-Wipe Glass)
شیشه‌های رنگی ضد نور ماهیگیری، نوعی شیشه هستند که توانایی کنترل شفافیت و نور عبوری از آن‌ها را فراهم می‌کنند. این نوع شیشه‌ها به عنوان شیشه‌های حریم خصوصی نیز شناخته می‌شوند زیرا امکان مخفی کردن داخل یا جلب توجه از خارج را فراهم می‌کنند. ویژگی‌ها و کاربردهای این نوع شیشه‌ها به شرح زیر است:

### کنترل خصوصیت
از ویژگی مهم این شیشه‌ها این است که شفافیت آن‌ها قابل تنظیم است. با استفاده از فناوری‌های پیشرفته، این شیشه‌ها می‌توانند به نوعی «تاریک» شوند تا از دید بیرونی به داخل معرفی نکنند و برعکس. این ویژگی مخصوصاً در نقاطی که حریم خصوصی مهم است، مثل اتاق‌های نهفته یا سرویس‌های بهداشتی عمومی مورد استفاده قرار می‌گیرد.

### استفاده در مکان‌های عمومی
این نوع شیشه‌ها معمولاً در مکان‌های عمومی مانند هتل‌ها، رستوران‌ها، بانک‌ها، و مکان‌های تجاری دیگر برای حفظ حریم خصوصی مشتریان مورد استفاده قرار می‌گیرند. این امکان را می‌دهند که از داخل به دید بیرون کمک کرده و همچنین از دید بیرون به داخل ممانعت کنند.

### کاربرد در خودروها
شیشه‌های رنگی ضد نور ماهیگیری در برخی خودروها نیز استفاده می‌شوند. این شیشه‌ها به راننده امکان می‌دهند تا به دلخواه شفافیت شیشه‌ها را تغییر دهند و از دید بیرون به داخل خودرو جلب توجه نشوند.

### کاهش تابش حرارتی
برخی از این شیشه‌ها دارای ویژگی‌های کاهش تابش حرارتی هستند. این به معنای کاهش انتقال حرارت از نور خورشید به داخل مکان است و می‌تواند مصرف انرژی برای سیستم‌های تهویه مطبوع را کاهش دهد.
شیشه‌های رنگی ضد نور ماهیگیری به عنوان یک راهکار مؤثر برای کنترل خصوصیت و تابش نور در مکان‌های مختلف مورد استفاده قرار می‌گیرند و از ویژگی‌های مهم در دنیای معماری و طراحی داخلی و خارجی هستند.

## نگارخانه

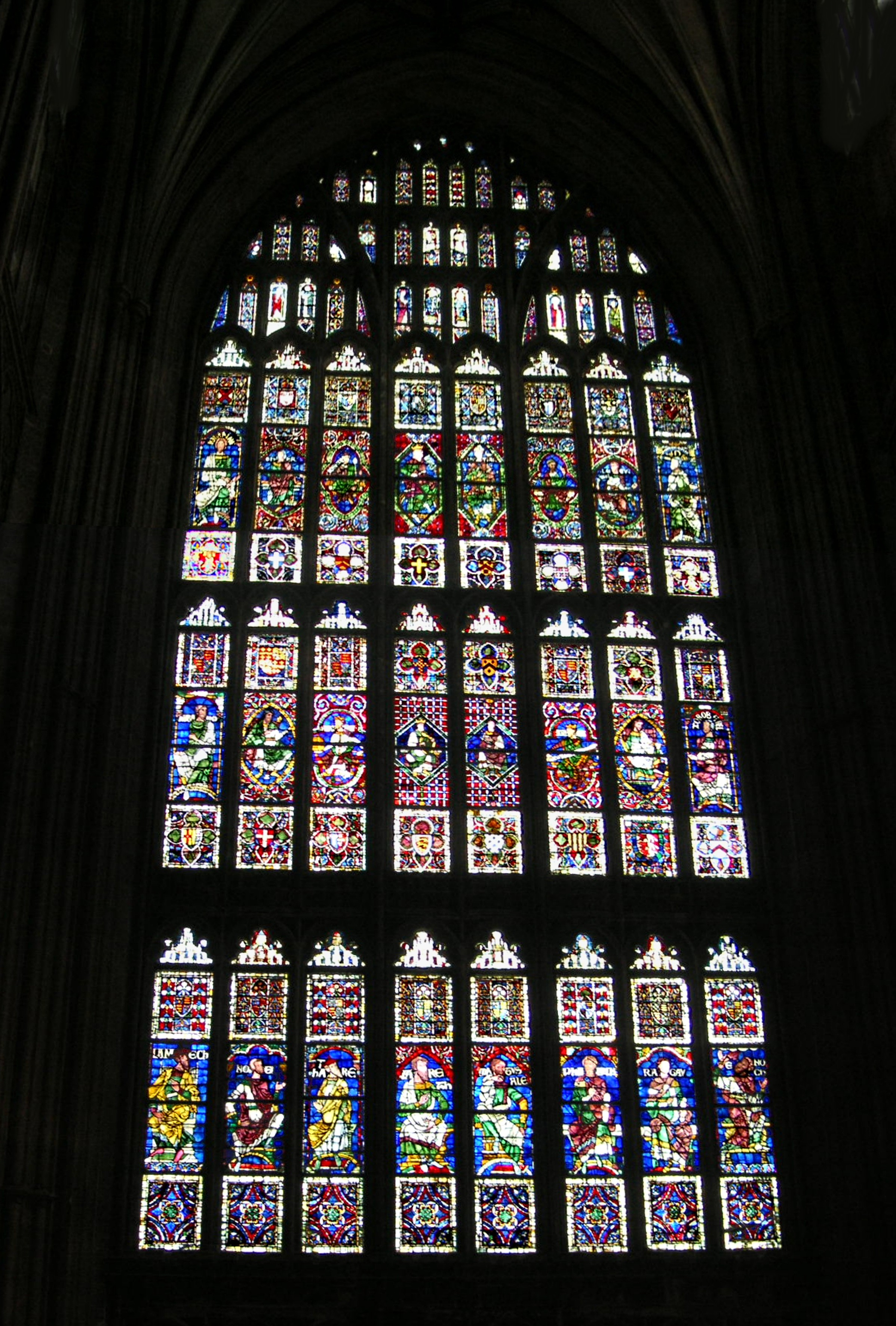
پنجره بزرگی به سبک گوتیک در کلیسای جامع کانتربری، سده ۱۴۰۰، انگلستان
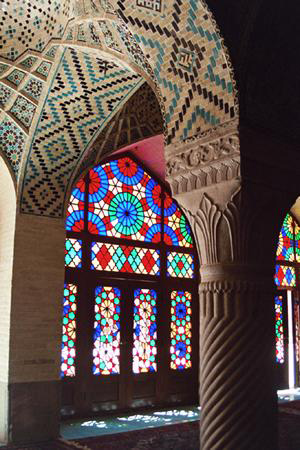
مسجد نصیرالملک، شیراز
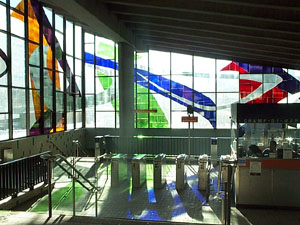
اثری مدرن از مارسل فرون در متروی مونترال، کانادا
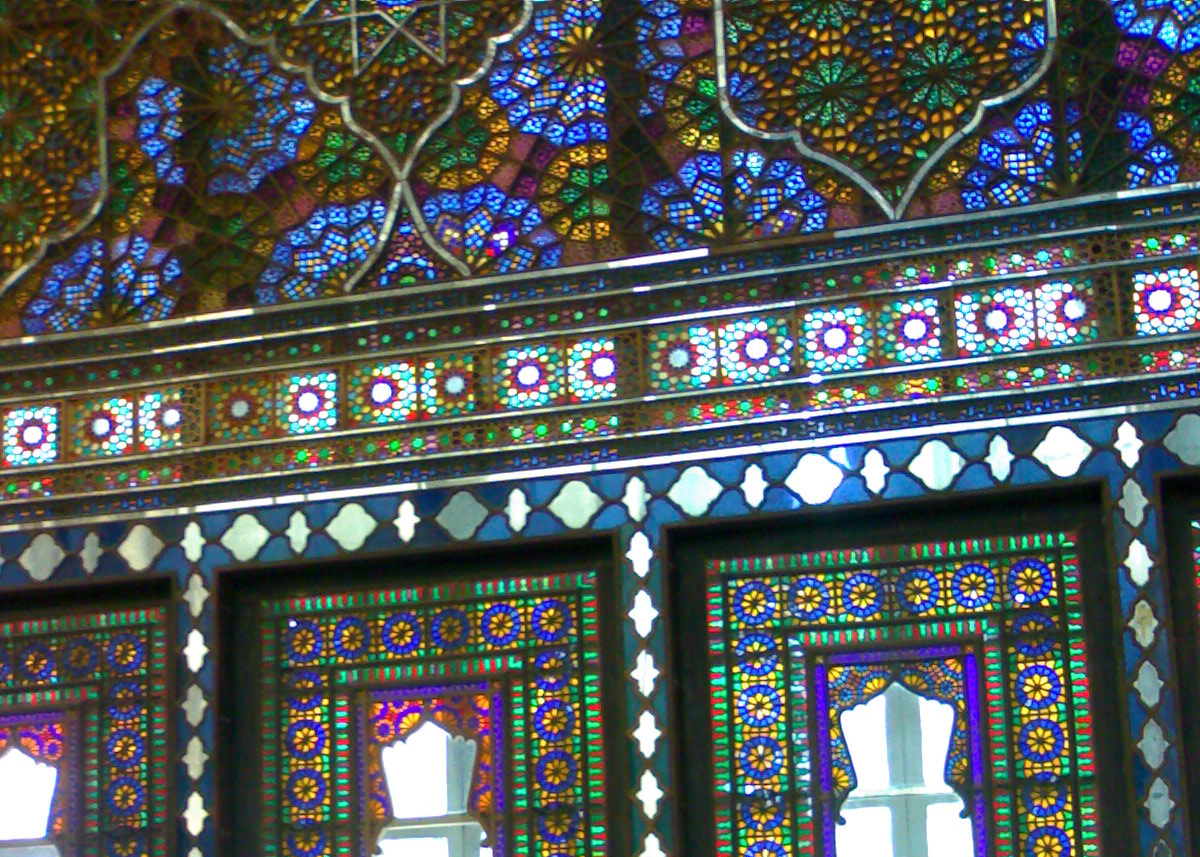
پنجره ارسی با شیشه رنگی در کاخ گلستان، تهران
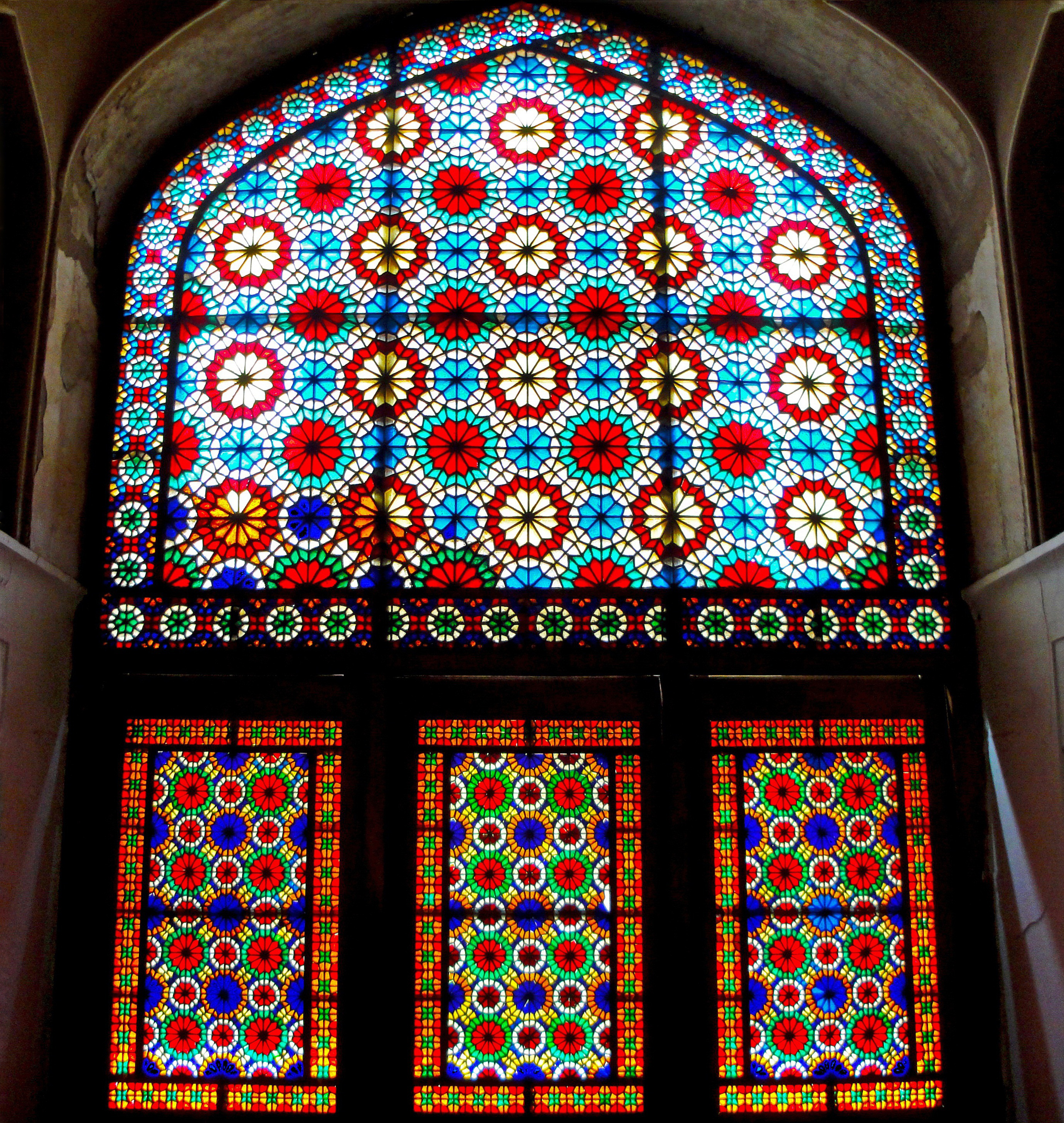
شیشه رنگی در باغ دولت‌آباد، یزد
نگاره‌ای از پنجره‌های نقاشی‌شدهٔ کلیسای جامع بانوی ما در آنتورپ، هلند.